# Каменск Ураљски
Каменск Ураљски (рус. Каменск-Уральский) град је у Русији у Свердловској области. Према попису становништва из 2010. у граду је живело 174.710 становника.

## Становништво
Према прелиминарним подацима са пописа, у граду је 2010. живело 174.710 становника, 11.443 (6,15%) мање него 2002.
| 1939.  | 1959.   | 1970.   | 1979.   | 1989.   | 2002.   | 2010.   |
| ------ | ------- | ------- | ------- | ------- | ------- | ------- |
| 50.881 | 141.019 | 169.270 | 187.401 | 207.780 | 186.153 | 180.139 |